# Bitka kod Timbre
Bitka kod Timbre (547. pr. Kr.) je bila odlučujuća bitka između lidijskog kralja Kreza i perzijskog vladara Kira Velikog. Nakon što je Krezov pohod na Perzijsko Carstvo nekoliko mjeseci ranije zaustavljen u taktički neodlučnoj bitci kod Pterije, Kir je unatoč početku zime odbio raspustiti vojsku te krenuti u pohod protiv Lidije nadajući se kako je Krez već raspustio svoju vojsku. Ipak, kada su se vojske susrele na ravnici sjeverno od lidijskog glavnog grada Sarda, ispostavilo se kako su Lidijci bili trostruko brojniji od perzijske vojske. Ipak, Kir Veliki ih je vojno potpuno potukao te nakon dvotjedne opsade zauzeo Sard čime je Lidijsko Carstvo bilo osvojeno, odnosno pripojeno Perzijskom Carstvu.

## Suprotstavljene snage
Plan Kira Velikog bio je uhvatiti lidijskog kralja Kreza nespremnog za bitku, no Krez je kod Timbre imao dva do tri puta veću vojsku od perzijske. Čuvši kako im se približava perzijska vojska, brzo su naoružali svoje vojnike i krenuli u susret Perzijancima.
Prema Ksenofontu, Kir je imao ukupno 196.000 ljudi pod oružjem, od čega je bilo 31-70 tisuća Perzijanaca. Njihove jedinice sastojale su se od 20.000 pješaka koji su uključivali strijelce i praćkaše, te 10.000 elitnih pješaka poznatijih kao Perzijski besmrtnici. Osim navedenih snaga, Perzijanci su imali i izvrsnu konjicu, 20.000 lakih pješaka, te 20.000 kopljanika. Svi redovi perzijske vojske nosili su štit, osim strijelaca i praćkaša. Ostale trupe činilo je 42.000 Arapa, Armenaca i Medijaca, koju su sveukupno imali 126.000 pješaka. Također, u perzijskoj vojsci sudjelovalo je i 300 deva, 300 bojnih kola, te 5-6 opsadnih tornjeva koji su pojedinačno primali po 20 vojnika. Budući kako su se na bojnim kolima nalazili po jedan građanin i jedan vojnik, ukupan broj vojnika iz navedenih redova iznosio je iznad 1000.
Određeni povjesničari tvrde kako je Krez zapovjedao vojnom silom od 420.000 ljudi, koja je uključivala 60.000 Babilonaca, te 300.000 pješaka i 60.000 konjanika iz Lidije, Frigije, Kapadocije, te okolnih zemalja. Također, spominje se i 120.000 Egipćana i 300 bojnih kola s oko 500 vojnika.
Ove brojke postavio je Ksenofont, a unatoč tome kako postoji sumnja modernih povjesničara u njihovu ispravnost, one daju realan omjer snaga između dviju vojski. Ipak, smatra se kako je otprilike polovica od navedenih vojnika sudjelovala u bitci kod Timbre.

## Bitka
Brojčanu inferiornost Kirove vojske antički izvori temelje na pretrpljenim gubicima u bitci kod Pterije. Krez je zahvaljujući blizini jonskih luka gubitke brzo nadokandio grčkim, egipatskim i drugim plaćenicima.
Kir Veliki odlučio se na defenzivnu taktiku, s time da je svoje najjače snage - tešku pješadiju i konjicu postavio na krilima, dok je središte držalo lako pješaštvo i strijelci kojima su podršku pružali opsadni tornjevi.
Perzijance je najviše zabrinjavala lidijska konjica, ali je Kirov general Harpag na temelju iskustva kod Pterije došao na genijalnu ideju. Primijetivši kako su lidijski konji nenaviknuti na prizor i miris deva, odlučio je na dotad transportne deve postaviti naoružane jahače i organizirati ih kao prvu jedinicu bojnih deva u povijesti. Oni su postavljeni na ključna mjesta u perzijskom borbenom rasporedu.
Kada su lidijski konjanici krenuli u napad nastojeći obuhvatiti i opkoliti brojčano slabiju perzijsku vojsku, njihov je napad prvo dezorganiziran vatrom strijelaca s opsadnih tornjeva, da bi u ključnom trenutku na njih krenule jedinice na devama. To je dovelo do sveopće pomutnje u lidijskim redovima. Dio lidijskih konjanika, svjestan da ne može koristiti svoje uspaničene konje, pokušao se boriti pješke ali se ispostavilo kako to nije u stanju. To je dovelo do kolapsa lidijskog borbenog poretka i razbijanja lidijske vojske. Njeni ostaci su se povukli pod zidine Sarda. Prema Herodotu, dio egipatskih plaćenika se na bojnom polju predao Kiru Velikom koji ih je odlučio zadržati u Maloj Aziji.

## Posljedice
Nakon bitke kod Timbre svi lidijski teritoriji bili su anektirani u Perzijsko Carstvo, uključujući i grčke polise u Joniji i Eoliji što je kasnije dovelo do sukoba Perzijanaca i Grka. Preostali lidijski vojnici povukli su se u grad Sard, koji je osvojen nakon kratkotrajne opsade. Prema grčkom povjesničaru Herodotu, perzijski vladar Kir Veliki poštedio je Krezov život i uzeo ga kao savjetnika, što proturječi nekim prijevodima Nabonidovih kronika u kojima se navodi kako je lidijski kralj bio pogubljen. Bitka kod Timbre je postala jednom od najvažnijih antičkih bitaka i zbog toga što je omogućila prvi neposredni kontakt Stare Grčke s Perzijskim Carstvom što je kao posljedicu imalo grčko-perzijske ratove, ali i vjekovnu olakšanu trgovačku i kulturnu razmjenu.

## Poveznice
- Bitka kod Pterije
- Opsada Sarda (547. pr. Kr.)
- Ahemenidsko Perzijsko Carstvo
- Kir Veliki
- Lidija
- Krez

### Antička djela
- Ksenofont: „Kirupedija“
- Herodot: „Povijesti“

### Moderna djela
- Paul K. Davis: „100 odlučnih bitaka: od antike do sadašnjosti“ (100 Decisive Battles: From Ancient Times to the Present), Santa Barbara, 1999.
- Alexander Campbell: The Millennial Harbinger, 1. svezak, IX., 1830.
- Dorling Kindersley: „Vizualni pregled kroz 5000 godina ratovanja“ (Visual Journey Through 5000 Years of Combat), London, 2005., str. 19.

## Vanjske poveznice
- Bitke Kira Velikog (Mark Drury)
- Perzijska osvajanja (Heritage-history.com)
- [neaktivna poveznica]